# 비디오 코딩 엔진
비디오 코딩 엔진(Video Coding Engine, VCE) 또는 비디오 코드 엔진(Video Code Engine)은 영상 코덱 H.264/MPEG-4 AVC를 구현하는 AMD의 비디오 인코딩 애플리케이션별 집적 회로이다. 2012년부터 Oland를 제외한 모든 GPU 및 APU에 통합되었다.
VCE는 2011년 12월 22일 라데온 HD 7000 시리즈와 함께 도입되었다. VCE는 출시 당시 상당한 양의 다이 표면을 차지하며  AMD의 UVD(Unified Video Decoder)와 구별한다.
AMD 레이븐브리지(Raven Ridge, 2018년 1월 출시)부터 UVD와 VCE는 VCN(비디오 코어 넥스트)에 의해 계승되었다.

## 같이 보기
- 비디오 코어 넥스트
- 통합 비디오 디코더
- 인텔 퀵 싱크 비디오
- 엔비디아 NVENC